# سكان فلسطين

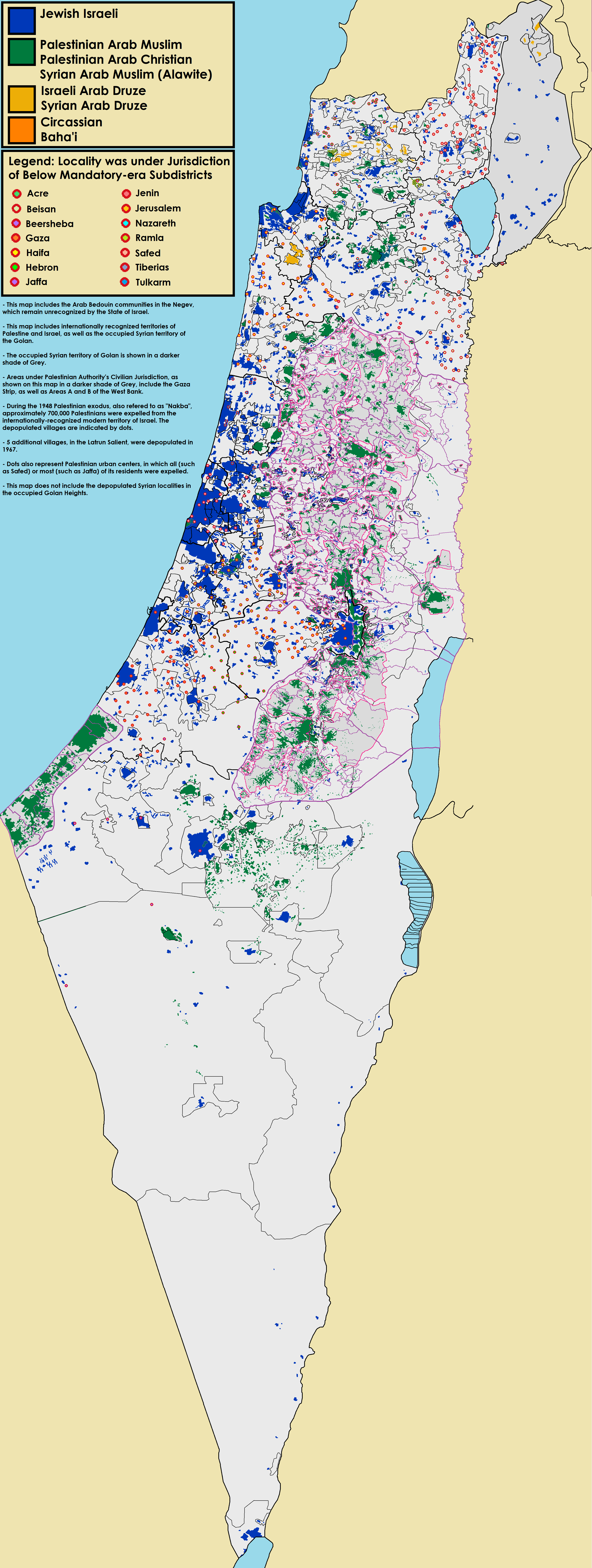
خريطة التوزيع القومي في فلسطين الحالية تشمل الجزء الذي أقيمت عليه دولة إسرائيل عام 1948، والضفة الغربية وقطاع غزة، وهضبة الجولان السورية المحتلة. تظهر الخريطة أيضًا مواقع البلدات والقرى الفلسطينية التي دمّرت في حرب عام 1948.

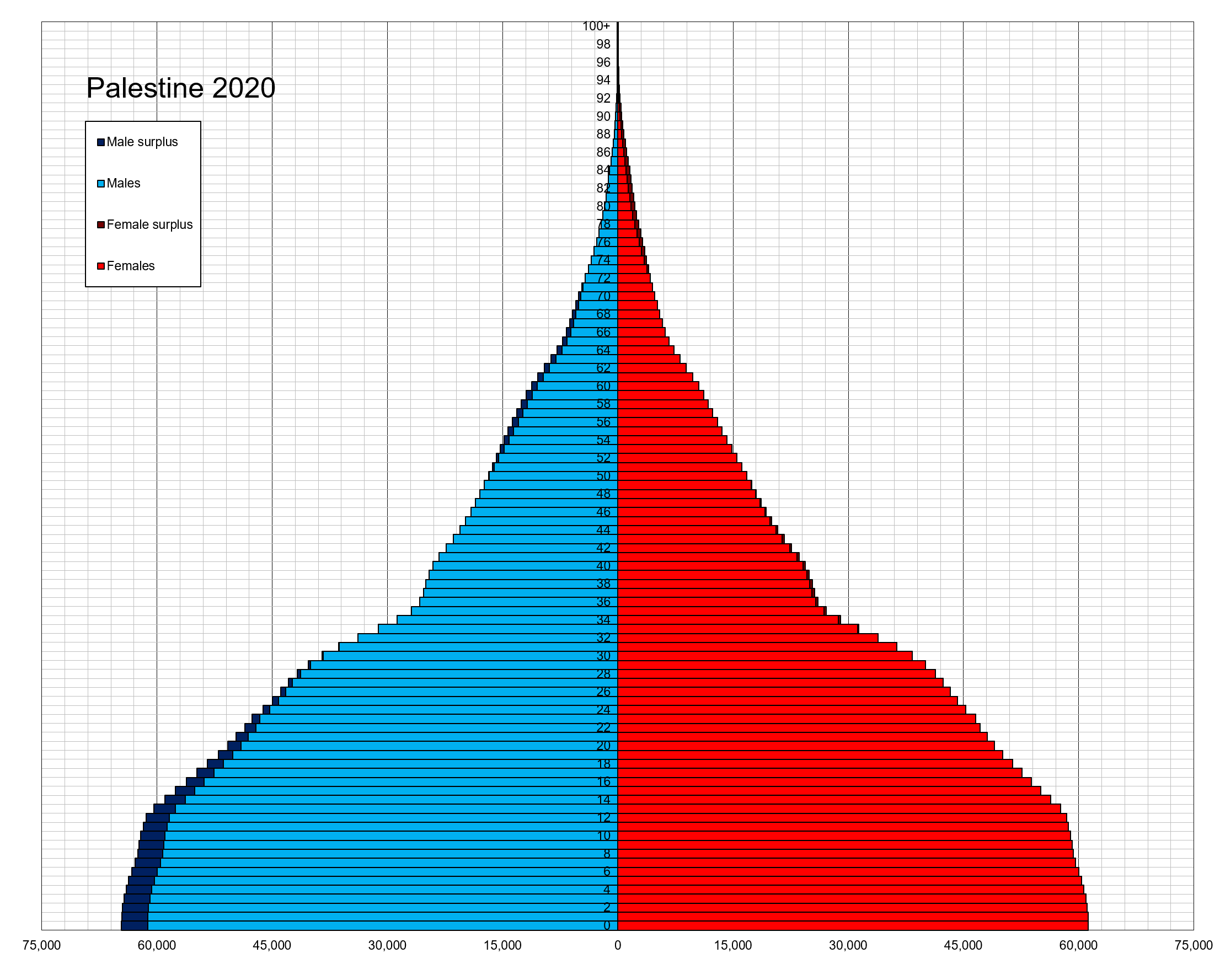

سكان فلسطين تعاقب على أرض فلسطين الكثير من الشعوب والأعراق، ومن المعروف بأن علاقة العرب بفلسطين قديمةٌ جداً. فالمعروف أن أقدم من سكن فلسطين هم من الشعوب السامية، وأبرزهم الكنعانيون، ولكن هذا الأمر غير متفق عليه علميًا في نظر العديد من المؤرخين العرب. ولقد سميت هذه البلاد بأرض كنعان نسبةً إليهم، رغم أنهم استوطنوا جزءًا من البلاد فقط، وهي المنطقة المحاذية للساحل، حيث أنشؤوا عدة مدنٍ في المناطق التي استقروا فيها، منها مجيدو وشكيم نابلس وكريات أربع وحبرون الخليل، واحتفظوا بالسيادة على المناطق التي استوطنوها ما يزيد عن خمسة عشر قرنًا، أي حتى نحو سنة ألف قبل الميلاد، حين تمكن بني إسرائيل وهم شعبٌ ساميٌّ آخر من احتلال البلاد واستيطانها، وعندها سميت البلاد بأرض إسرائيل نسبةً إليهم. وقد نجح بنو إسرائيل في إنشاء مملكةٍ لهم وصلت أوج مجدها وقوتها واتساعها في عهد ملكيهم داوود وسليمان، وجعلوا مدينة القدس أورشليم عاصمةً لمملكتهم ومركزًا لديانتهم.
وفي أثناء عملية استيطان بني إسرائيل تعرضت البلاد لهجرة شعبٍ آخرٍ من عائلة الشعوب اليونانية التي نزحت من جزر كريت، وهم الفلسطيون أو الفلسطينيون وقد سميت البلاد فيما بعد على اسمهم فلسطين.
انتهى حكم بني إسرائيل في المناطق التي استوطنوها سنة سبعين ميلادية، حين طردهم الرومان وخربوا لهم الهيكل، واستبدلوا اسم أورشليم بـ إيليا كابيتولينا.
من المعروف أن البلاد خضعت للحكم الروماني منذ القرن الأول قبل الميلاد. وفي ظل الحكم الروماني ولد السيد المسيح، وبدأت المسيحية تنتشر بين السكان المحليين، خاصة بعد أن اعتنق الرومان حكام البلاد الديانة المسيحية وجعلوها الديانة الرسمية، وذلك خلال القرن الرابع ميلادي. ولقد أطلق مسيحيو الغرب اسم الأرض المقدسة على هذه البلاد.
وفي أثناء سيطرة بني إسرائيل على البلاد، استوطنت بعض القبائل العربية فيها، وكانت في الأساس تعمل بالتجارة.
ولقد ورد ذكر العرب في التوراة في فترة الهيكل الأول والهيكل الثاني...سفر نحميا 2 و6و8 و19
ويقسم السكان المسيحيون في الناصرة إلى طوائف مختلفة تحافظ على إطارها المستقل، كما تضم عددًا من الجماعات والفئات الطائفية المختلفة التي نشأت نتيجة تطورٍ تاريخيٍ طويلٍ.
الفئة الأولى من المسيحيين في البلاد عامةً يرجع تاريخها للشعوب التي تواجدت في البلاد عشية الفتح الإسلامي، كالآراميين والسامريين والسوريون واليهود المتنصرين وأبناء شعوبٍ أخرى. ومنذ بداية القرن السابع بدأت عملية استعراب هؤلاء السكان مع تغلغل اللغة والعادات والحضارة والوعي العربي، وهكذا أضيفت طبقات سكانٍ جديدةٍ أثناء الحج إلى الأماكن المقدسة عند المسيحيين.
وفي عهودٍ مختلفةٍ تجمع في البلاد أبناء طوائف مسيحية أجنبية كالأرمن والأقباط والأحباش والسوريين.

## فترات مهمة في تاريخ فلسطين
- عام 3000 قبل الميلاد _ العصرالحجري
- عام 2000 قبل الميلاد _ العصر البرونزي
- عام 300_ 539 قبل الميلاد_ احتلال الفرس للمنطقة
- عام 333 قبل الميلاد _ احتلال الاسكندر المكدوني للبلاد
- عام 4 _ 37 قبل الميلاد حكم هيرودس الروماني للبلاد
- عام 4 قبل الميلاد _ ولادة السيد المسيح
- عام 27 بعد الميلاد _ صلب المسيح بأمر من بيلاطس البنطي
- عام 476 بعد الميلاد _نهاية الحكم الروماني وبداية الاحتلال البيزنطي
- عام 476 _ 614 بعد الميلاد الاحتلال البيزنطي
- عام 614 بعد الميلاد _دخول الفرس إلى البلاد تحت قيادة كسرى الثاني
- عام 638 بعد الميلاد _ الفتح الإسلامي للبلاد
- عام 1099 _ 1100 بعد الميلاد الاحتلال الصليبي
- عام 1187 بعد الميلاد _ سقوط الصليبيين على يد صلاح الدين الأيوبي في قرون حطين
- عام 1291 _1516 بعد الميلاد _الفترة المملوكية
- عام 1516 بعد الميلاد _ الحكم العثماني
- عام 1610 _1636 بعد الميلاد _فترة حكم فخر الدين المعني الثاني للمنطقة
- عام 1730 بعد الميلاد _فترة حكم ظاهر العمر للجليل أثناء حكم السلطان العثماني
- عام 1780 _1804 بعد الميلاد _ حكم أحمد باشا الجزار في الجليل
- عام 1804 _1819 بعد الميلاد حكم سليمان باشا في عكا والناصرة
- عام 1819 _ 1831 بعد الميلاد _ حكم عبد الله باشا _حاكم عكا
- عام 1831 _ 1841 بعد الميلاد _حكم إبراهيم باشا
- 20/9/1918 دخول الجيش البريطاني للناصرة في نهاية الحرب العالمية الأولى
- 14/5/1948 جلاء الانتداب البريطاني عن البلاد وترك البلاد في حالة فوضى
- 16/7/1948 _احتلال اليهود للناصرة حتى هذا اليوم
- وهكذا تم احتلال مناطق عديدة في فلسطين عام 1948